# Španělská symfonie
Španělská symfonie pro housle a orchestr, op.21 je skladba francouzského skladatele Édouarda Lala. Byla zkomponována v roce 1874 pro houslistu Pablo de Sarasate, který ji premiéroval v únoru 1875 v Paříži.
Ačkoliv se v názvu mluví o symfonii (orig. název Symphonie Espagnole), jedná se o houslový koncert. Má 5 vět o celkové délce téměř 40 minut a patří k největším a nejobtížnějším skladbám světové houslové literatury vůbec. Celým dílem procházejí prvky španělské melodiky a rytmiky, které propůjčují hudbě charakteristický kolorit a smyslové kouzlo.

## Nahrávka
Édouard Lalo: Španělská symfonie (Symphonie Espagnole) pro housle a orchestr, op.21
- 1. Allegro non troppo
- 2. Scherzando: Allegro molto
- 3. Intermezzo: Allegro non troppo
- 4. Andante
- 5. Rondo: Allegro